# EKKM
Het EKKM of Eesti Kaasaegse Kunsti Muuseum (vertaald: Ests Museum voor Hedendaagse Kunst) is een door kunstenaars opgericht museum voor hedendaagse kunst in de Estse hoofdstad Tallinn, gelegen naast de Linnahal. Als een experimenteel instituut richt EKKM zich op het produceren, tentoonstellen en verzamelen van hedendaagse kunst. Daarnaast bevragen ze via hun unieke positie tussen kunstenaars/DIY en museum de gevestigde werkmethoden van een conventioneel instituut.

## Geschiedenis
In 2006 bezetten Anders Härm, Neeme Külm, Elin Kard en Marco Laimre een deel van de voormalige elektriciteitscentrale in Tallinn, als handvat tot zelfontplooiing voor een nieuwe generate van jonge kunstenaars. Het gebouw werd toen voornamelijk gebruikt als studio's voor productie. Tot 2009 werd het benaderd als een zogenaamd 'punk-museum'. De eerste ideeën voor de organisatie werden echter destijds reeds uitgewerkt door Laimre, Kard en Külm. Na de opening van het KUMU-museum voor Moderne Kunst besloot EKKM een rol op te nemen in het tonen van hedendaagse kunst. Van 2009 tot 2016 ondernam het museum verschillende stappen, zoals de registratie als non-profitorganisatie. Tegelijkertijd werd een overeenkomst met de overheid afgesloten voor het gebruik van het gebouw. Hierdoor kon de organisatie officiele aanvragen doen voor financiering. Van 2016 tot 2020 werd EKKM geleidt door Johannes Säre en Marten Esko. In deze periode ging de organisatie om de uitdagende balans tussen een erkende instelling en een zelfopgericht kunstenaars-run-it-yourself experimenteel initiatief. Sinds 2021 bestaat het team uit Kadi Keskula als administratief manager, Johannes Säre als technisch manager, Laura Toots als projectmanager/curator en Evelyn Raudsepp als creatief producent. 

## Programma
EKKM produceert tentoonstellingen. Hun seizoen loopt jaarlijks van april tot en met december. De tentoonstellingen gaan gepaard met een aanbod van rondleidingen in verschillende talen en een audiogids. In 2011 riep het museum de Kölerprijs tot leven, een kunstprijs die jaarlijks plaatsvindt en vergezeld is van een tentoonstelling van de genomineerden. 
In 2021 opende EKKM het seizoen met RESKRIPT (Maarin Mürk en Henri Hütt). Op uitnodiging van het museum transformeerde het productieplatform de ruimte in een keten van opslagplaatsen, bewoond door de collectie van het artist-run museum. Dit gebeurde in het kader van een onderzoek naar de rol van een collectie in een onconventioneel museum als EKKM, en herstructureerde deze, samen met het ontwikkelen van nieuwe collecties en suggesties voor geavanceerde, experimentele verzamelprincipes. Het onderzoek werd vertaald in een reeks rondleidingen en een video. 
De interne en externe veranderingen van EKKM tijdens 2020 en 2021 gaven vorm aan de tentoonstelling "Letters from a foreign mind". Gecureerd door Laura Toots, bevraagd deze de waarden van onze huidige samenleving en onderwerpen als schaarste, verwaarlozing en zorg. Het vraagt zich af wat wordt herinnerd, vergeten, en wat uiteindelijk zijn plaats vindt in de kunstgeschiedenis.
Daarna volgde de tentoonstelling "Excess and Refusal" door curator Keiu Krikmann. Deze vertrekt van begrippen overmaat en weigering, die worden benaderd als een contingent paar. Ervaren in zowel artistieke als geleefde praktijken, wordt overdaad vaak gegenereerd door weigering en vice versa. 
In de start van het najaar 2021 was EKKM stelt EKKM de centrale show van de zesde Tallinn Fotokuu biënnale tentoon. Het netwerk van tentoonstellingen, samengesteld door de Creatieve Associatie van Curatoren TOK (Anna Bitkina en Maria Veits), vertrok van de notie 'intensieve ruimten' en toonde werk van 13 internationale kunstenaars.
Het seizoen van 2021 werd afgesloten met de solotentoonstelling van Edith Karslon. Onder de tentoonstellingstitel "Return To Innocence" worden de drie verdiepingen van het museum omgetoverd tot ruimtes gevuld met onverwachte objecten (terracotta portretten, een kleine versie van Jezus Christus, orchideeën en vogels, begeleidt door de muziek van Enya). De tentoonstelling is gecureerd door Eero Epner en omvat kunstwerken uit het Kunstmuseum van Estland, het Estlands Historisch Museum, het Stadsmuseum van Tartu en de archeologische onderzoekscollectie van de Universiteit van Tallinn.

## Gebouw
EKKM is gevestigd in het bijgebouw van het voormalige energienetwerk in Tallinn. Het omvat drie tentoonstellingsruimten en de kantoren en workshop van het museum. Daarnaast huisvest het de boekwinkel van Uitgeverij Lugemik en het café 'Wrap 'N' Roll'. In 2020 startte EKKM een gemeenschapstuin, waar permanent een selectie van kunstwerken uit de collectie wordt tentoongesteld.  